# Johan van Oostenrijk

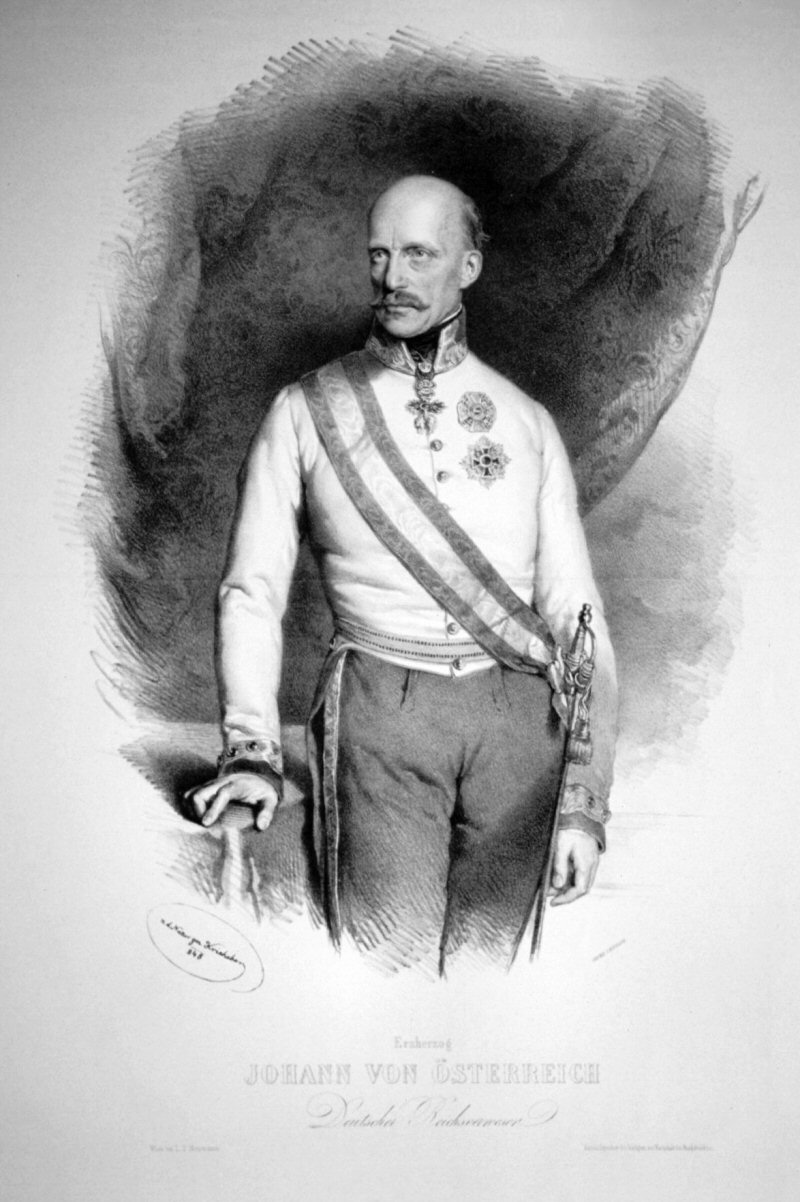
Aartshertog Johan als Reichsverweser

Johan Baptist Jozef Fabianus Sebastiaan (Florence, 20 januari 1782 — Graz, 11 mei 1859), aartshertog van Oostenrijk, was een Oostenrijks veldmaarschalk en in 1848/1849 Duits Reichsverweser. Hij was een zoon van keizer Leopold II en Marie Louise van Bourbon, dochter van Karel III van Spanje.
Hij toonde reeds vroeg een voorkeur voor militaire wetenschappen. In de Tweede Coalitieoorlog werd hij in 1800 opperbevelhebber van het Oostenrijkse leger in Zuid-Duitsland, maar hij legde deze functie neer na de nederlaag in de Slag bij Hohenlinden van datzelfde jaar. Vervolgens werd hij gouverneur van Tirol. Dit gebied verdedigde hij in de Derde Coalitieoorlog (1805) aanvankelijk succesvol tegen Frankrijk (onder Michel Ney) en Beieren, maar na de Slag bij Austerlitz kende Napoleon Tirol aan het laatstgenoemde land toe.
In de periode van vrede die volgde, wijdde Johan zich met name aan Stiermarken, waar hij een grote interesse in natuur, techniek en landbouw ontwikkelde en verschillende instituten, verenigingen en scholen oprichtte. Hij trachtte ook in Oostenrijk en Tirol een opstand tegen Napoleon te doen ontstaan, maar moest in de Vijfde Coalitieoorlog (1809) opnieuw een nederlaag tegen de Franse keizer incasseren.

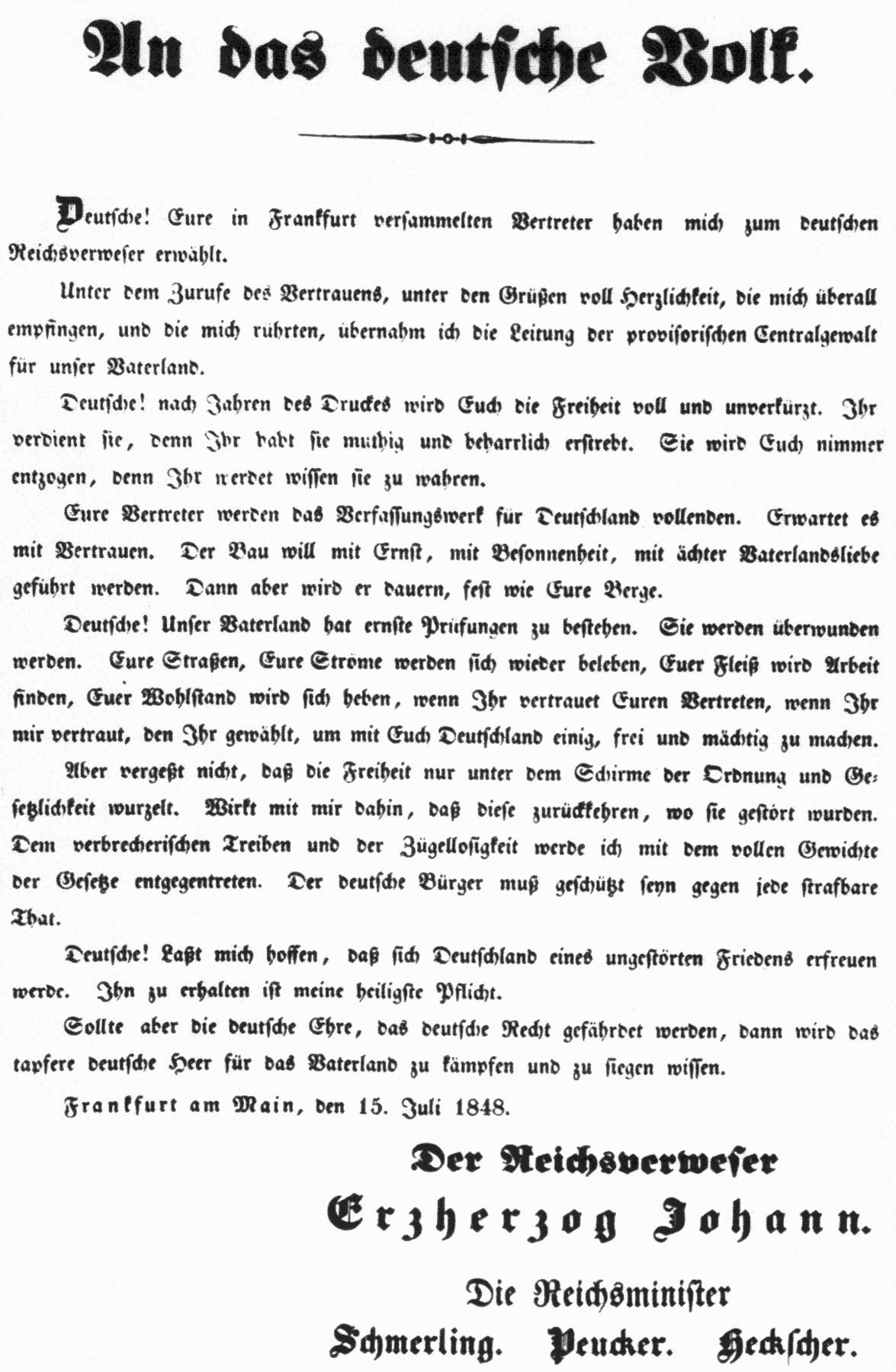
Proclamatie van aartshertog Johan als Reichsverweser

Hierna wijdde hij zich - onder andere door het stichten van het Landesmuseum Joanneum in Graz en de Steiermärkisch-Ständische Montanlehranstalt in Vordernberg - weer aan de steun van kunst en cultuur in Stiermarken. Van 1805 tot 1849 leidde hij de Theresianische Militärakademie. Hij streed in 1815 onder Karl Philipp zu Schwarzenberg, maakte vervolgens enkele reizen door Europa en vestigde zich daarna in Wenen en Wiener Neustadt. Sinds hij zich vanwege zijn morganatische huwelijk met het burgermeisje Anna Plochl in 1829 niet meer aan het keizerlijke hof mocht vertonen, leefde hij in de hofstede Brandhof.
Aartshertog Johan was door zijn liberale opvattingen bij het volk in geheel Duitsland geliefd. In de Maartrevolutie van 1848 trad hij op als plaatsvervanger van zijn neef keizer Ferdinand I, die Wenen op 14 mei verliet. Het Frankfurter Parlement benoemde hem in dat jaar dan ook tot Reichsverweser (hoofd van de provisorische Rijksregering). In deze hoedanigheid kon hij tussen zijn Groot-Duitse ideeën en zijn Habsburgse familiebelangen echter geen duidelijke lijn in zijn beleid aanbrengen. Nadat Frederik Willem IV de keizerskroon had geweigerd, behartigde Johan openlijk de Oostenrijkse belangen en traineerde hij het tot stand komen van een grondwet. Op 20 december 1849 trad hij af.
Hierna trok hij zich terug uit het openbare leven en wijdde hij zich weer aan het steunen van het algemeen nut beogende instellingen in Stiermarken. Hij stierf op 11 mei 1859 te Graz en werd begraven te Schenna bij Meran in Zuid-Tirol. Uit zijn huwelijk met Anna Plochl, sinds 1834 barones von Brandhofen en sinds 1844 gravin von Meran, liet hij één zoon na, Frans.
- Bibsys: 90108233
- Bibliothèque nationale de France: cb16297338d (data)
- Gemeinsame Normdatei: 118557750
- International Standard Name Identifier: 0000 0001 0788 6404
- Library of Congress Control Number: n81071847
- Nationale Bibliotheek van Tsjechië: mzk2005299192
- Nationale Bibliotheek van Israël: 987007438164905171
- Nederlandse Thesaurus van Auteursnamen: 070590656
- Réseau des bibliothèques de Suisse occidentale: 02-A022495827
- LIBRIS: 335565
- Système universitaire de documentation: 15751420X
- Virtual International Authority File: 121834867
- WorldCat: E39PBJvxqvy34mdy8fGx9cQyVC